# Ablenkplatte
Ablenkplatten erzeugen elektrische Felder, die Elektronen oder andere geladene Teilchen ablenken. Dabei wird ein Plattenpaar verwendet, an das eine elektrische Spannung angelegt wird. Die Teilchen werden während ihrer Bewegung im Zwischenraum der Platten abgelenkt, indem sie während dieser Zeit durch elektrostatische Anziehung einen Impuls quer zu ihrer Flugrichtung erhalten.

## Ablenksystem einer Braunschen Röhre
Zwei hintereinander orthogonal zueinander um den Elektronenstrahl angeordnete Plattenpaare bilden das elektrostatische Ablenksystem einer Braunschen Röhre.

Schema eines Oszilloskops mit zwei Ablenkplatten-Paaren für die Positionierung des Elektronenstrahls

In Oszilloskop-Röhren (Braunschen Röhren) und Vidicon-Fernsehkameras werden Ablenkplatten verwendet, da die Geschwindigkeit der Elektronen und der Ablenkwinkel gering sind. Mit elektrostatischer Ablenkung lassen sich sehr schnelle Änderungen des Ablenkwinkels, d. h. sehr hohe Bandbreiten von bis zu mehreren GHz erreichen (vgl. Tektronix SCD5000, 7104 und 7250 (6 GHz Bandbreite)).
Bei Bildröhren (Röhren-Monitore, Röhren-Fernsehgeräte) müssen dagegen wegen der höheren Elektronengeschwindigkeit und der höheren Ablenkwinkel Ablenkspulen (elektromagnetische Ablenksysteme) verwendet werden. Die Ablenkgeschwindigkeiten sind hier geringer; die Änderungsgeschwindigkeit der Magnetfelder ist begrenzt, die Bild- und die Zeilenfrequenz kann nur in einem bestimmten Bereich (15–30 kHz, je nach Auflösung) liegen.

## Elektrostatische Ablenkung bei Druckern
Bestimmte Tintenstrahldrucker erzeugen einen kontinuierlichen Tröpfchenstrahl, der elektrisch aufgeladene Tintentröpfchen enthält und horizontal über das Papier geführt wird. Ein Paar von Ablenkplatten lenkt bei Bedarf Tröpfchen in einen Auffangbehälter, solange eine Spannung angelegt ist. Durch An- und Abschalten der Spannung kann dann das Beschreiben des Papiers verhindert oder ermöglicht werden.
Auch das Prinzip der Xerografie (Kopierer) und der Laserdrucker beruht auf elektrostatischer Anziehung, es werden jedoch keine Ablenkplatten benötigt.